# Football Club Stade Nyonnais 2015-2016
Questa voce raccoglie le informazioni riguardanti il Football Club Stade Nyonnais nelle competizioni ufficiali della stagione 2015-2016.

## Rosa
Aggiornata all'inizio del campionato
| N. |                     | Ruolo | Calciatore            |
| -- | ------------------- | ----- | --------------------- |
| 1  | Svizzera (bandiera) | P     | Marc Ummel            |
| 3  | Ghana (bandiera)    | D     | Patrick Cazzaniga     |
| 4  | Svizzera (bandiera) | D     | Guillaume Golay       |
| 5  | Croazia (bandiera)  | D     | Oliver Maric          |
| 6  | Svizzera (bandiera) | C     | Denis Bega            |
| 7  | Svizzera (bandiera) | A     | Etienne Roland Ndongo |
| 9  | Francia (bandiera)  | C     | Nabil Souni           |
| 9  | Svizzera (bandiera) | A     | Ndiaw Malick Ndiaye   |
| 11 | Svizzera (bandiera) | A     | Bruno Brito           |
| 12 | Francia (bandiera)  | C     | Jordan Dalla Vecchia  |
| 13 | Svizzera (bandiera) | A     | Mehmed Begzadić       |
| 14 | Svizzera (bandiera) | C     | Dario Fernandez       |

| N. |                           | Ruolo | Calciatore               |
| -- | ------------------------- | ----- | ------------------------ |
| 15 | Svizzera (bandiera)       | D     | Andy Coendet             |
| 16 | Francia (bandiera)        | D     | Emmanuel Domo            |
| 17 | Svizzera (bandiera)       | C     | Dijamant Bega            |
| 19 | Svizzera (bandiera)       | A     | Cerruti Vuzi             |
| 20 | Svizzera (bandiera)       | C     | Quentin Gaillard         |
| 21 | Costa d'Avorio (bandiera) | C     | Ibrahima Camara          |
| 22 | Svizzera (bandiera)       | D     | Dylan Tavares dos Santos |
| 23 | Svizzera (bandiera)       | A     | Joni De Oliveira         |
| 24 | Svizzera (bandiera)       | A     | Dylan Dugourd            |
| 25 | Svizzera (bandiera)       | C     | Raël Lolala              |
| 30 | Svizzera (bandiera)       | P     | Osni Mutombo             |